# Habenaria multipartita
Habenaria multipartita är en orkidéart som beskrevs av Carl Ludwig von Blume och Friedrich Fritz Wilhelm Ludwig Kraenzlin. Habenaria multipartita ingår i släktet Habenaria och familjen orkidéer. Inga underarter finns listade i Catalogue of Life.